# Cuadrúpedo

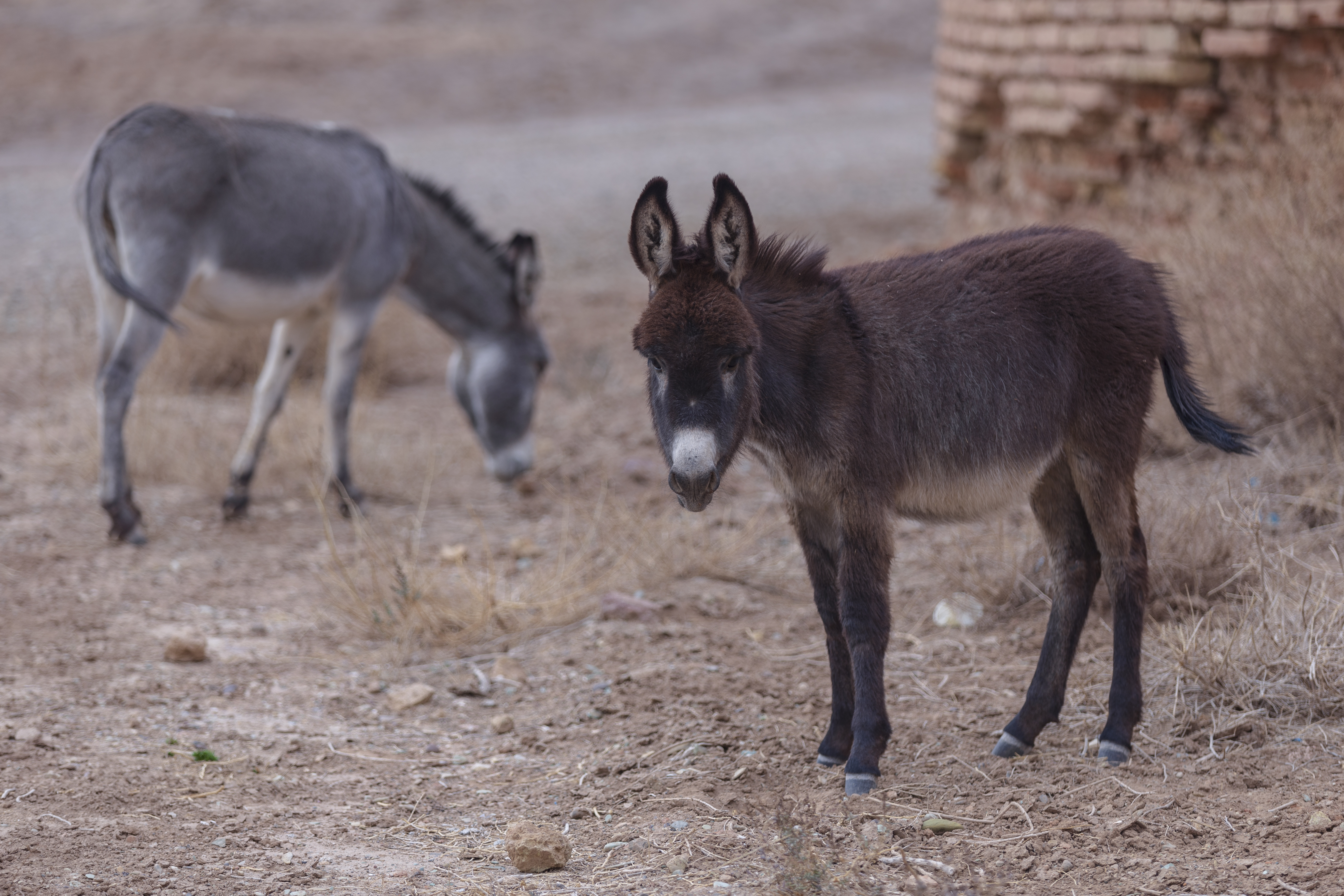
Cuadrúpedo

Un cuadrúpedo es un animal que tiene cuatro extremidades, en específico cuatro pies o patas para caminar. La mayoría de los tetrápodos actuales son cuadrúpedos, aunque algunos, como los osos o los simios, también pueden caminar cortas distancias sobre dos extremidades.

## Cuadrúpedos y tetrápodos
No todos los animales con cuatro extremidades son cuadrúpedos. A pesar de que tanto brazos como alas son, desde un punto de vista evolutivo, extremidades modificadas, aquellos animales que poseen cuatro extremidades se denominan tetrápodos. Esto incluye a todos los vertebrados con ancestros cuadrúpedos, incluyendo mamíferos, reptiles, anfibios y aves.
La distinción entre cuadrúpedos y tetrápodos es importante en biología evolutiva, especialmente en el caso de los bípedos, animales alados y animales cuyos miembros se hayan adaptado para realizar tareas distintas de las de la mera locomoción. Todos estos animales son tetrápodos, sin embargo no son cuadrúpedos. Incluso las serpientes, cuyas extremidades son completamente vestigiales, se consideran tetrápodos, pero por razones obvias no cuadrúpedos.

## Humanos cuadrúpedos
En julio de 2005, en el área rural de Turquía, fueron descubiertos cinco hermanos kurdos que habían aprendido a caminar naturalmente utilizando manos y pies. A diferencia de los chimpancés, que caminan apoyando los nudillos, los hermanos encontrados en Turquía (cuyas edades iban de 18 a 34 años) caminaban apoyando la palma de las manos, lo que les permite conservar la habilidad en sus dedos. Debido a los callos encontrados en sus manos se cree poco probable la posibilidad de que los científicos estuvieran frente a un fraude. En Chile se reportó un caso similar, pero aún está siendo investigado y al 12 de julio de 2021, aún no se cuenta con reportes definitivos.
El descubrimiento de esta familia aportó a los científicos una mirada única sobre la historia evolutiva de la humanidad. Nicholas Humphrey, investigador de la Escuela de Economía de Londres,  sugiere que esa manera de caminar forma parte de la conducta humana instintiva que ha sido abandonada en el curso de la evolución. Argumenta que los cinco hermanos, todos aquejados de un retraso mental relacionado con ataxia del cerebelo, volvieron a un estado anterior de la evolución humana, y por consiguiente continúan caminando "como niños" hasta su edad adulta.
Otros científicos, como Stefan Mundos, del Instituto Max Planck creen que la particular manera de caminar de la familia puede ser resultado de una anormalidad genética. Mundos logró aislar un gen en el cromosoma 17 que sería el responsable del que los seres humanos seamos bípedos, y supone que la familia turca carece de este gen.

## Postura pronógrada
Un concepto relacionado con el de cuadrúpedo es el de postura pronógrada, o tener una postura horizontal del tronco. Aunque casi todos los animales cuadrúpedos son pronógrados, existen animales bípedos que también tienen esta postura, incluidas muchas aves actuales y dinosaurios extintos.
Los grandes simios africanos, los cuales tienen una postura ortógrada (postura vertical del tronco), pueden caminar de forma cuadrúpeda usando lo que se denomina marcha sobre nudillos.